# Tibor Szanyi
Dans le nom hongrois Szanyi Tibor, le nom de famille précède le prénom, mais cet article utilise l’ordre habituel en français Tibor Szanyi, où le prénom précède le nom.
Tibor Szanyi, né le 13 juillet 1956 à Budapest, est un homme politique hongrois membre du Parti socialiste hongrois (MSZP).
Il devient député européen le 25 mai 2014.